# 太田清蔵 (5代目)
太田 清蔵（5代目）（おおた せいぞう、1893年（明治26年）8月11日 - 1977年（昭和52年）7月13日）は、日本の実業家。東邦生命保険会長・社長。幼名は新吉。
第一徴兵保険（後の東邦生命保険）社長、貴族院議員などを務めた太田清蔵 (4代目)の長男。

## 経歴
先代清蔵の長男として、現在の福岡県福岡市に生まれる。のちに「新吉」を改め襲名す。
1912年福岡県立中学修猷館、1915年第五高等学校英語法律科、1919年（大正8年）東京帝国大学法科大学経済学科を卒業後、三井銀行に入行。
1921年（大正10年）、金融業視察のため欧米に出張。帰国後、福岡銀行副頭取を経て、第一徴兵保険社長、改組の新日本生命社長に就任。1947年（昭和22年）新発足の東邦生命社長となり、25年間社長を務めた。
この間、生保土地監査役、生保証券会長、日本共立火災、大倉火災海上、千代田火災海上各取締役。生命保険集会所理事、生命保険協会理事会副会長、日本電化工業取締役、日本電化工業会長、日本鋼管監査役。松屋呉服店、松屋留萠鉄道科学研究所各取締役、中小企業助成銀行監査役を歴任。1955年（昭和30年）黄綬褒章、1961年（昭和36年）紺綬褒章を受章。

## 人物像

### 福岡市の経済発展に貢献
東邦生命社長の傍ら、大丸を福岡に誘致し、1953年に開業した博多大丸の初代社長に就任する。一方で、西日本鉄道とRKB毎日放送の取締役なども務めており、福岡市の経済発展に大きく貢献した。

### 浮世絵コレクターとして
修猷館では、同期の児島善三郎や2年下級の中村研一らと共に、絵画同好会「パレット会」を結成し、絵画に熱中している。しかし、父親の反対で画家への道を断念、その思いを後に浮世絵へと向けることになる。
東大卒業後、三井銀行に入社し、大阪支店、東京本店に3年間勤務後に退社して、1922年から米英を1年間回って、金融界、保険業界を視察する。そのときは新婚早々の妻を伴っており、第一次世界大戦後の円高もあって懐も暖かく、何かと余裕のある楽しい旅行となった。そして、欧米における浮世絵への高い評価を実際に現地で認識し、代表的な美術館や博物館に陳列されていた質の高い作品を見て、自身も浮世絵本来の高い美術的価値に得心したのであった。以降、浮世絵への愛着は深まるばかりで、戦争の時代へ突入し、険しい世相をよそに、甘美な魅力をもった浮世絵コレクションを大きく膨らませていった。
1923年にシカゴ美術館を訪ねた際に、浮世絵が日本の代表的絵画であると認識したが、江戸末期より明治にかけ浮世絵が欧米に膨大な数量流出していた実情を嘆き、昭和の初めより半世紀以上に渡り浮世絵の蒐集に努め、約12000点のコレクションを集大成した。日本屈指と噂されながらも清蔵はその全貌を家族にさえ秘密にしており、「幻のコレクション」とされた。太田の死去にともない､遺族はその遺志を受け､太田のコレクションの一般展示を行い、我国の美術振興の一助とすることを決意し、1980年、浮世絵専門の美術館として、原宿・表参道に太田記念美術館を開館している。